# Medalla al Mérito de Guerra
La Medalla al Mérito de Guerra (en alemán: Kriegsverdienstmedaille) fue una condecoración militar alemana de la Segunda Guerra Mundial otorgada como reconocimiento al servicio de los civiles en relación con el esfuerzo de guerra. Fue instituida el 19 de agosto de 1940 y generalmente se otorgaba a trabajadores de fábricas que excedían significativamente sus cuotas de trabajo. La Medalla al Mérito de Guerra se otorgaba tanto a civiles alemanes y no alemanes, a hombres y mujeres. Se estima que se entregaron 4,9 millones de medallas al final de la guerra en Europa. Estaba estrechamente relacionada con la Cruz al Mérito de Guerra, que podía otorgarse tanto al personal militar como a los civiles por su destacado servicio al esfuerzo de guerra.

## Diseño
La medalla fue diseñada por el profesor Richard Klein de Múnich. Era una condecoración circular de bronce con el diseño de la Cruz al Mérito de Guerra en el anverso y la inscripción Por el Mérito de Guerra 1939 (Für Kriegsverdienst) en el reverso. La placa de bronce colgaba de una cinta de color similar a la Cruz al Mérito de Guerra, excepto por una delgada franja vertical roja agregada al centro de la parte negra. Cuando se usaba, debía hacerse sobre el bolsillo izquierdo del pecho (los soldados que habían ganado la medalla como civiles podían usarla en su uniforme), o con la cinta solo a través del segundo ojal de la chaqueta. Como se trataba de una condecoración que no era de combate, la medalla nunca incorporó espadas. Después del 15 de mayo de 1943, la concesión de esta medalla a los extranjeros fue reemplazada por la Medalla al Mérito de la Orden del Águila Alemana.
La medalla se entregaba envuelta en un sobre. El envoltorio era azul con la inscripción Kriegs-Verdienstmedaille 1939 en negro en el anverso. La medalla se envolvía después en un pedazo de seda.